# Medal za Osiągnięcie
Medal za Osiągnięcie (ang. Achievement Medal) – amerykańskie odznaczenie, najniższe w hierarchii odznaczeń wojskowych (po Medalu Pochwalnym), przyznawane przede wszystkim za zasługi niebojowe podczas pełnienia służby. Nadawane w pięciu odmianach przez poszczególne rodzaje sił zbrojnych: Siły Lądowe, Siły Powietrzne, Marynarkę Wojenną i Piechotę Morską oraz Straż Wybrzeża. Piątą odmianę stanowi medal nadawany przez Dowództwo Połączonych Sił Zbrojnych (Joint Service). Każda z odmian może zostać nadana żołnierzowi innego rodzaju sił zbrojnych, a także żołnierzowi sił zbrojnych państwa sojuszniczego.
Odznaczenie zostało ustanowione w 1961 roku dla Marynarki Wojennej i Piechoty Morskiej, w 1963 roku dla Straży Wybrzeża. Medal dla Sił Powietrznych wprowadzono w 1980 roku, natomiast dla Sił Lądowych w roku 1981. Natomiast w 1984 roku Departament Obrony wprowadził odmianę dla Połączonych Sił Zbrojnych, noszoną przed pozostałymi odmianami medalu.
Odznaczenie jest przeznaczone przede wszystkim dla podoficerów i oficerów do kapitana włącznie, i może być nadane wielokrotnie. Kolejne nadanie jest oznaczane poprzez nałożenie na wstążkę (oraz baretkę) brązowej odznaki w formie pęku liści dębowych (oak leaf cluster) w Siłach Lądowych i Powietrznych oraz przy medalu Połączonych Sił Zbrojnych, lub złotej pięcioramiennej gwiazdki w Marynarce Wojennej, Piechocie Morskiej i Straży Wybrzeża. Pięć odznak brązowych lub gwiazdek złotych jest zastępowanych odznaką względnie gwiazdką srebrną. W szczególnych wypadkach medal (z wyjątkiem odmiany dla Połączonych Sił zbrojnych i dla Sił Lądowych) może być nadany za zasługi bojowe. Nadanie takie wyróżnia brązowa litera „V” (ang. valor – waleczność) umieszczona na wstążce i baretce.
| Medal za Osiągnięcie                    |                   |                            |                                                    |                             |
|                                         |                   |                            |                                                    |                             |
|                                         |                   |                            |                                                    |                             |
| Połączonych Sił Zbrojnych Joint Service | Sił Lądowych Army | Sił Powietrznych Air Force | Marynarki Wojennej i Piechoty Morskiej Navy and MC | Straży Wybrzeża Coast Guard |